# Škoda 105/120/125
Škoda 105 и Škoda 120 — чехословацкие легковые автомобили малого класса с заднемоторной компоновкой, производившиеся компанией AZNP (Automobilové závody národní podnik, чешск.) в 1976-1990 гг. Стали последними в линейке заднемоторных моделей Škoda, начавшейся с модели Škoda 1000 MB. Явились глубокой модернизацией линейки моделей Škoda 100/110. По сравнению с ними они имели более современный кузов и отличались повышенным комфортом. Общее обозначение автомобилей семейства было «Тип 742» (Škoda 742).
В общей сложности было произведено 2020250  автомобилей семейства.
Škoda 105 имела объём двигателя 1,0 литр, а  Škoda 120 и 1,2 литра.
В 1987 году на смену семейству пришла принципиально новая переднеприводная модель Škoda Favorit.